# مالكوم كالدويل
مالكوم كالدويل (بالإنجليزية: Malcolm Caldwell)‏ هو صحفي بريطاني، ولد في 27 سبتمبر 1931 في اسكتلندا في المملكة المتحدة، وتوفي في 23 ديسمبر 1978 في بنوم بنه في كمبوديا.